# Чуфлинский монастырь
Чуфлинский монастырь, Монастырь Святого Феодора Тирона, монастырь Чуфля (рум. Mănăstirea Ciuflea) — женский монастырь Молдавско-Кишинёвской митрополии Русской православной церкви в черте города Кишинёва.

## История
Храм в честь Феодора Тирона был построен про проекту Луки Заушкевича на средства купца первой гильдии Анастасия Чуфли, бывшего родом из Эпира, по завещанию его старшего брата Феодора, скончавшегося в 1854 году. Освящение храма состоялось 6 июля 1858 года. Первым настоятелем церкви стал протоиерей Иоанн Бутук. Анастасий Чуфли скончался в 1870 году. Оба брата похоронены возле южной стены церкви.
В начале XX века, в целях увеличения вместительности, она была значительно перестроена.
С площади перед Чуфлинской церковью на Пасху 6 апреля 1903 года начася первый кишинёвский погром.
В 1962 году, в связи с закрытием Христорождественского собора, Чуфлинская церковь стала кафедральным собором Кишинёвской епархии. В 1972 году были проведены капитальные ремонтные работы. Реставрацию настенной живописи, выполненной в стиле Васнецова, проводил художник А. И. Бурбела. В 1974 году был сооружён южный придел в честь Покрова Пресвятой Богородицы. В 1990-х Собор Рождества Христова возвращён церкви и кафедра вернулась туда.
В 2002 году на базе Чуфлинского собора был образован женский монастырь.
В рамках Международной конференции «Историческое наследие Суворова» 20 июля 2019 года в монастыре был открыт памятник кадетам, суворовцам и нахимовцам, павшим на поле брани, умершим от ран и болезней, отдавшим душу за веру и Отечество.

## Архитектура
Девять куполов храма размещены на восьмигранных барабанах. С западной стороны пристроена шатровая колокольня. Кроме собора в комплекс монастыря входит жилой корпус, трапезная церковь Михаила Архангела и часовня Иверской иконы Божьей Матери.
В 2010-х годах купола церкви были позолочены, и здание отреставрировано.